# Conrad Ludvig Kuhlau
Conrad Ludvig Kuhlau, född 16 maj 1796, död 9 mars 1866, var en svensk grosshandlare.
Kuhlau var verksam som grosshandlare i Stockholm. Han var amatörviolinist och donerade medel till en stipendiefond vid Kungliga Musikaliska Akademien 1860. Kuhlau blev invald som ledamot 398 i akademien 13 maj 1864. Han var son till Conrad Gottfried Kuhlau.